# Lituans
Els lituans (en lituà: lietuviai; singular: lietuvis) són el grup ètnic bàltic nadiu de Lituània, on sumen una mica més de 3 milions de persones. Un altre milió el conforma la diàspora lituana, situada en països com ara els Estats Units, Brasil, Canadà, Rússia, Regne Unit i Irlanda, entre d'altres. La seva llengua nativa és el lituà, un dels dos únics idiomes supervivents de la família de llengües bàltiques.
Segons el cens de 2001, 83,45% de la població de Lituània s'identifica a ella mateixa com a lituans; 6,74% com polonesos; 6,31% com russos, 1,23% com belarussos i 2,27% com a membres d'altres grups ètnics. La majoria de lituans professa la religió catòlica, mentre que els lituans prussians que vivien en la regió nord de Prússia Oriental abans de la Segona Guerra Mundial eren en la seva majoria luterans.

## Diàspora lituana
A banda de les comunitats tradicionals a Lituània i els països veïns, els lituans han emigrat a altres continents durant els segles XiX, XX i XXI.
- Les comunitats als Estats Units constitueixen la major part d'aquesta diàspora; prop d'un milió de nord-americans poden reclamar ascendència lituana. L'emigració a Amèrica es va iniciar en el segle xix, amb una interrupció durant l'ocupació soviètica, quan els viatges i l'emigració van ser severament restringits. Les més grans concentracions de lituans dels Estats Units es troben a la regió dels Grans Llacs i el nord-est. Prop de 20.000 lituans han emigrat als Estats Units des de la caiguda de la Unió Soviètica el 1991.[2]
- Comunitats lituanes a Mèxic i Amèrica del Sud (Argentina, Brasil, Colòmbia i Uruguai) es van desenvolupar abans de la Segona Guerra Mundial, a partir de finals del segle xix i principis del segle xx. Ara com ara, ja no hi ha un flux d'emigrants a aquests destins, ja que les condicions econòmiques en alguns d'aquests països no són millors que els de Lituània.
- Comunitats lituanes es van formar a Sud-àfrica a la fi del segle xix i durant el segle xx, en la seva majoria jueus.
- Comunitats lituanes a altres regions de l'antiga Unió Soviètica es van formar durant l'ocupació soviètica, el nombre de lituans a Sibèria i l'Àsia central es va incrementar dramàticament quan una gran part dels lituans van ser deportats involuntàriament a aquestes àrees. Després de la desestalinització, tanmateix, la majoria d'ells va tornar. Més tard, alguns lituans van ser traslladats per treballar en altres zones de la Unió Soviètica, alguns d'ells no van tornar a Lituània, després de la seva independència.
- Les comunitats lituanes a Europa Occidental (Regne Unit, Irlanda, Espanya, Suècia i Noruega) són molt noves i van començar a aparèixer després de la restauració de la independència de Lituània el 1990, l'emigració es va intensificar després que Lituània va esdevenir part de la Unió Europea. Ha de tenir-se en compte que Londres i Glasgow han tingut durant molt de temps una gran població de Lituània catòlics i jueus. La República d'Irlanda té probablement la més gran concentració dels lituans amb relació a la seva mida en el total de la població a Europa Occidental, i s'estima en 45.000 lituans (a prop de la meitat dels quals estan registrats), que és al voltant de l'1% de la població total d'Irlanda.
- Comunitats lituanes a Austràlia existeixen, a pesar la seva gran distància d'Europa, tanmateix, l'emigració no ha estat minúscula. Hi ha comunitats lituanes a Melbourne, Geelong, Sydney, Adelaida, Brisbane, Hobart i Perth.